# Neptis tushita
Neptis tushita är en fjärilsart som beskrevs av Hans Fruhstorfer 1908. Neptis tushita ingår i släktet Neptis och familjen praktfjärilar. Inga underarter finns listade i Catalogue of Life.